# Catherine Mavrikakis
Catherine Mavrikakis, född 1961 i Chicago, är en kanadensisk författare.
Mavrikakis har en grekisk far och en fransk mor. Hon undervisar i litteratur vid Université de Montréal. Hennes fjärde roman, Himlen i Bay City (2008), tilldelades Grand Prix de la Ville de Montréal, Prix des libraires och Prix des collégiens, nominerades till Prix Femina och Prix des libraires och var den första av hennes romaner som gavs ut i Europa. Den finns utgiven på svenska av Sekwa förlag (2010).
Mavrikakis har också skrivit för teater och radio.